# La Genétouze (Nuova Aquitania)
La Genétouze è un comune francese di 219 abitanti situato nel dipartimento della Charente Marittima nella regione della Nuova Aquitania.

## Società

### Evoluzione demografica
Abitanti censiti